# Antaresia perthensis
Antaresia perthensis är en ormart som beskrevs av STULL 1932. Antaresia perthensis ingår i släktet Antaresia och familjen pytonormar. Inga underarter finns listade i Catalogue of Life.
Arten förekommer i regionen Pilbara i nordvästra Australien. Honor lägger ägg.